# Phlegmariurus squarrosus
Phlegmariurus squarrosus är en lummerväxtart som först beskrevs av Johann Georg Adam Forster, och fick sitt nu gällande namn av Löve. Phlegmariurus squarrosus ingår i släktet Phlegmariurus och familjen lummerväxter. Inga underarter finns listade i Catalogue of Life.